# Тюльга, Иван Николаевич
Иван Николаевич Тюльга (1914—1980) — генерал-майор Советской Армии, участник советско-финской и Великой Отечественной войн.

## Биография

Могила Тюльги на Лукьяновском военном кладбище Киева.

Иван Николаевич Тюльга родился 14 февраля 1914 года в городе Юзовка (ныне — Донецк, Украина). В 1933 году он окончил отделение городских телефонных сетей Минского электронного техникума связи, после чего работал заместителем по технической части начальника Дзержинского районного отдела связи Минской области Белорусской ССР.
В августе 1936 года Тюльга был призван на службу в Рабоче-крестьянскую Красную Армию. В 1939 году он окончил Киевское высшее военное инженерное училище связи имени М. И. Калинина. Участвовал в боях советско-финской войны, был награждён своей первой боевой наградой — медалью «За боевые заслуги».
В годы Великой Отечественной войны Иван Николаевич Тюльга служил старшим помощником начальника отделения телеграфно-телефонных средств связи 1-го отдела Управления связи Волховского фронта. Лично руководил ремонтно-восстановительными работами на местах вражеских бомбардировок, восстанавливал разрушенные линии связи.
После окончания войны Тюльга продолжил службу в Советской Армии. В 1950-е годы он окончил Военную академию Генерального штаба Вооружённых Сил СССР. В 1959 году Тюльга был назначен на должность начальника Горьковского военного училища связи (ныне — Санкт-Петербургский военный университет связи). В 1962 году он был переведён в Киев на должность начальника Киевского высшего военного инженерного училища связи имени М. И. Калинина, которое он когда-то оканчивал. По отзывам подчиненных, был настоящим военным интеллигентом. Его очень ярко характеризует следующий эпизод: на просьбу заместителя начальника училища по тылу выделить курсантов для уборки снега, ответил, что занимается подготовкой военных радиоинженеров, а не уборщиков территории. После чего отправил зам. по тылу решать вопрос с городскими коммунальными службами. Именно благодаря Ивану Николаевичу, Киевское высшее военное инженерное дважды краснознаменное училище связи имени М.И. Калинина стало настоящим ВУЗом с высочайшим уровнем подготовки выпускников. Именно при нем  курсанты и выпускники КВВИДКУС стали с гордостью и уважением называть родное училище "фирма", "школа", "система". К сожалению, пришедший  на смену Тюльге Ивану Николаевичу Пилипенко М.К. изменил приоритеты в подготовке курсантов: для него главным направлением была "служба войск", подготовке радиоинженеров стало уделяться меньше внимания.
В 1972 году в звании генерал-майора войск связи Тюльга вышел в отставку. Проживал в Киеве. Умер в 1980 году, похоронен на Лукьяновском военном кладбище Киева.
Был награждён орденами Красного Знамени, Отечественной войны 2-й степени и Красной Звезды, рядом медалей.